# Tom Segalstad
Tom V. Segalstad ( * 1949 ) es un geólogo noruego, que se desarrolla científicamente en el "Museo Geológico" de la Universidad de Oslo. Ha enseñado geoquímica, mineralogía, petrología, vulcanología, geología estructural, geología minera, geofísica, en la Universidad de Oslo, Noruega, y en la Pensilvania State University, EE. UU.
También fue anteriormente jefe de la Museo de Historia Natural y Jardín Botánico de la Universidad de Oslo.
Segalstad ha manifestado su desagrado con el punto de vista científico general acerca del calentamiento global; cree que el CO2 lanzado por los humanos no tendría un gran efecto sobre el clima de la Tierra, afirmando que produce sólo un pequeño porcentaje del efecto invernadero, y que la mayoría de CO2 es absorbido por el sistema oceánico a través de procesos geológicos.
En la actualidad ocupa el cargo de profesor asociado de la Universidad más grande de Noruega, UiO, Universidad de Oslo, en Recursos y Geología Ambiental.